# جیوچوان
جیوچوان (به لاتین: Jiuquan) یک شهر مرکزی در جمهوری خلق چین است که در گانسو واقع شده است.

## خصوصیات
جیوچوان ۱۹۱٬۳۴۲ کیلومترمربع مساحت و ۱٬۰۹۵٬۹۴۷ نفر جمعیت دارد و ۱٬۴۸۳ متر بالاتر از سطح دریا واقع شده‌است.